# جيمي سلاتري
جيمي سلاتري (بالإنجليزية: Jimmy Slattery)‏ مواليد 25 أغسطس 1904 في بوفالو - الوفاة 30 أغسطس 1960، كان ملاكم محترف أمريكي صنّف ضمن فئة الوزن الثقيل بدأ مسيرته الاحترافية سنة 1921.

## إحصائيات
خاض خلال مسيرته 129 نزالا، فاز في 114 ولم يتعادل وخسر في 13. فاز بالضربة القاضية في 51 نزالا.

## روابط خارجية
- جيمي سلاتري على موقع بوكس ريك (الإنجليزية) (registration required)